# 柏崎村 (岡山県)
柏崎村（かしわざきそん）は、かつて岡山県浅口郡にあった村である。1902年（明治35年）9月30日に玉島町・乙島村と合併し消滅した。現在は倉敷市玉島地域の一部にあたる。

## 歴史
古代においては、『和名抄』に載る浅口郡間人郷（はしひとごう、まむどごう）の一部とも考えられている。
江戸時代前半頃まで当地区は島嶼であり、周囲は甕の海（もたいのうみ）や玉の浦（たまのうら）と呼ばれる海域で、東西両面まで海が入り込んで、北面には干潮時に干潟が広がっていた。
江戸時代に柏島は柏島村と呼ばれ、備中国松山藩主水谷氏領であったが、元禄6年に除封となり、徳川幕府領（倉敷支配所）となった。のちに、一部が再び松山藩領（板倉氏）となる。
寛文年間に、当時の備中国松山藩主によって柏島北部で大規模な干拓事業が行われ、阿賀崎新田（あがさきしんでん）が開発された。これにより柏島は本土と陸続きになった。
寛永年間から寛文年間にかけて、柏島西側の南北に長い入江状の海域も干拓され、勇崎新田（ゆうざきしんでん）が造成され、対岸であった黒崎村と地続きとなった。のち、勇崎新田は柏島から独立した勇崎村となる。現在の勇崎には、外浜（あだはま）、西浦、東元浜、西元浜、唐船（とうせん）などの小字が残り、その名残となっている。この中の元浜は、最初は塩田として開発されたもので、元禄年間の検地地図には、柏島村の枝村の押山塩浜として記載されている。
近代になると、明治10年に柏島村と勇崎村が合併し柏島村を新設したが、明治12年に再び元の2村に戻る。1889年（明治22年）6月1日の町村制施行時に改めて2村が合併して柏崎村（かしわざきそん）を新設し、柏島と勇崎がそれぞれ柏崎村の大字となった。1902年（明治35年）9月30日に玉島村に編入となり玉島町へ移行。玉島町は玉島市への移行を経て新しい倉敷市となり、柏島・勇崎はそれぞれ倉敷市玉島柏島・玉島勇崎となった。
その後、1980年（昭和55年）4月1日に玉島柏島・玉島勇崎の一部に住居表示が実施され玉島柏台1-5丁目が成立した。